# Tommy Eliasson
Tommy Per Henry Eliasson (ur. 28 lutego 1980 w Boden) – szwedzki narciarz, specjalista narciarstwa dowolnego. Najlepszy wynik na mistrzostwach świata osiągnął podczas mistrzostw w Ruka, gdzie zajął 4. miejsce w skicrossie. Zajął także 13. miejsce w tej samej konkurencji na igrzyskach olimpijskich w Vancouver. Najlepsze wyniki w Pucharze Świata osiągnął w sezonie 2005/2006, kiedy to zajął 25. miejsce w klasyfikacji generalnej.

## Sukcesy

### Igrzyska olimpijskie
| Miejsce | Dzień     | Rok  | Miejscowość | Konkurencja | Zwycięzca      |
| ------- | --------- | ---- | ----------- | ----------- | -------------- |
| 13.     | 21 lutego | 2010 | Vancouver   | Skicross    | Michael Schmid |

### Mistrzostwa Świata
| Miejsce | Dzień    | Rok  | Miejscowość          | Konkurencja | Zwycięzca    |
| ------- | -------- | ---- | -------------------- | ----------- | ------------ |
| 4.      | 18 marca | 2005 | Ruka                 | Skicross    | Tomáš Kraus  |
| 9.      | 6 marca  | 2007 | Madonna di Campiglio | Skicross    | Tomáš Kraus  |
| 18.     | 2 marca  | 2009 | Inawashiro           | Skicross    | Andreas Matt |

### Puchar Świata

#### Miejsca w klasyfikacji generalnej
- 2001/2002 – 80.
- 2002/2003 – -
- 2003/2004 – 66.
- 2004/2005 – 33.
- 2005/2006 – 25.
- 2006/2007 – 77.
- 2007/2008 – 50.
- 2008/2009 – 54.
- 2009/2010 – 41.

#### Miejsca na podium
1. St. Johann in Tirol – 5 stycznia 2009 (Skicross) – 3. miejsce